# E (kana)
E (romanização do hiragana え ou katakana エ) é um dos kana japoneses que representam um mora. No sistema moderno da ordem alfabética japonesa (Gojūon), ele ocupa a quarta posição do alfabeto, entre U e O.
| Forma                         | Romaji  | Hiragana                   | Katakana                   |
| ----------------------------- | ------- | -------------------------- | -------------------------- |
| Normal a/i/u/e/o (あ行 a-gyō) | e       | え                         | エ                         |
| Normal a/i/u/e/o (あ行 a-gyō) | ei ee ē | えい, えぃ ええ, えぇ えー | エイ, エィ エエ, エェ エー |

## Formas variantes
Versões menores do kana (ぇ, ェ) são utilizadas para expressar moras estrangeiros na língua japonesa, como ヴェ (ve).

## Formas alternativas
No Braile Japonês, え ou エ são representados como:
| ●  | ●  |
| ●  | － |
| － | － |

O Código Morse para え ou エ é: －・－－－

## Traços

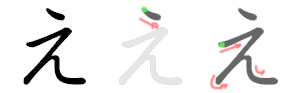
Seqüência de traços para escrita do え

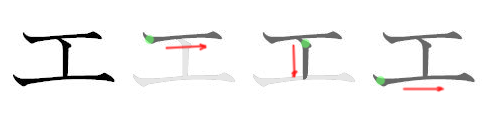
Seqüência de traços para escrita do エ